# Loch Lomond National Nature Reserve
Loch Lomond National Nature Reserve är ett naturreservat i Storbritannien.   Det ligger i kommunen Argyll and Bute och riksdelen Skottland, i den nordvästra delen av landet, 600 km nordväst om huvudstaden London.